# Barbarossa (film 2009)
Barbarossa è un film del 2009 diretto da Renzo Martinelli, uscito nelle sale italiane il 9 ottobre 2009 e liberamente tratto dal libro Federico Barbarossa e Beatrice di Borgogna. Re e regina d'Italia di Federico A. Rossi di Marignano.

## Trama
Italia, XII secolo. Il sogno di Federico I Barbarossa è quello di creare un impero universale, mediante il controllo politico sui Comuni italiani del Nord e sul Regno di Sicilia. Più volte l'imperatore scende in Italia per ripristinare la supremazia nei confronti delle mire autonomiste dei Comuni. In un'occasione l'imperatore tedesco viene fortunosamente salvato da un giovane ragazzo milanese figlio di fabbro, Alberto e il Barbarossa per sdebitarsi gli regala un pugnale. Ma il Barbarossa passa alle vie di fatto, mandando l'esercito imperiale a compiere spedizioni punitive contro molte città alleate di Milano, e infine assedia Milano e il 10 marzo 1162 la invade con le sue truppe, radendola al suolo. Nello scontro muoiono i due fratelli di Alberto, uno dei quali, Otto, è ucciso da Alberto medesimo in un tragico tentativo di difendere le mura di Milano.
Il giovane Alberto da Giussano, accecato dalla rabbia, cercherà di vendicare i fratelli. Egli diventa così il condottiero della Compagnia della Morte, il protagonista della lotta contro il tiranno che i liberi comuni lombardi coalizzati nella Lega Lombarda hanno giurato di condurre; ed è anche lo stratega della vittoria nella battaglia di Legnano, durante la quale il gonfalone di Milano sventola trionfante sul Carroccio.
Nelle vicende belliche si intreccia l'amore di Alberto per la bella Eleonora.

## Produzione
Il film, incluse le spese per il lancio, è costato 12.000.000 euro, di cui 1.600.000 euro pubblici. È stato coprodotto da Rai Trade (distributore nelle sale cinematografiche e della versione televisiva) e finanziato per il 60% da un consorzio di imprenditori privati.
È stato girato ad Alba Iulia, Bucarest e Hunedoara in Romania per motivi sia economici che logistici: se infatti il regista Renzo Martinelli ha affermato che «in Italia i costi sarebbero almeno triplicati», va anche aggiunto che nell'area della storica battaglia di Legnano e comunque in Lombardia, è difficile trovare delle location per riprese, che necessitano di ampi spazi incontaminati in cui muovere centinaia o anche migliaia di comparse. Sono state utilizzate ventimila comparse e 2500 cavalli fra frisoni e arabi.
Durante le fasi di preparazione è stato inoltre realizzato uno storyboard completo, ovvero il film è stato completamente disegnato.
In post produzione sono state trattate digitalmente circa 800 inquadrature e per la prima volta in Italia è stato utilizzato un sistema per la replicazione digitale della folla, conferendo alle scene di massa un maggiore realismo.
Umberto Bossi è comparso nel film in un cameo. L'immagine è stata inserita digitalmente in post produzione.

## Distribuzione
La prima si è tenuta il 2 ottobre 2009 al Castello Sforzesco di Milano, alla presenza di numerosi ospiti e personalità legate alla Lombardia e alla città di Milano tra cui Umberto Bossi, Silvio Berlusconi, Letizia Moratti, Roberto Formigoni, Ignazio La Russa, Roberto Maroni, Renato Pozzetto e Simona Ventura, mentre la distribuzione nelle sale è cominciata il 9 ottobre.
Presentato al Mipcom di Cannes in due versioni, una televisiva e una cinematografica, ha ricevuto accordi di distribuzione in Repubblica Ceca, Slovenia, Bulgaria nella versione televisiva e Russia nella versione cinematografica; l'Amministratore delegato di Rai Trade Carlo Nardello ha affermato di aver preso contatti con distributori cinematografici e televisioni di Inghilterra, America Latina, Cina, Giappone e Stati Uniti.
Il film è stato proiettato in 283 sale.

## Controversie
La pellicola è stata oggetto di numerose controversie per via dell'origine politica del progetto, promosso dalla Lega Nord. Il film compare anche in una delle intercettazioni telefoniche del 2007 tra Silvio Berlusconi e Agostino Saccà, comparve in un'inchiesta per concorso in corruzione legata ad un giro di raccomandazioni e di finanziamenti, inchiesta poi archiviata dal giudice per le indagini preliminari poiché non è stato ravvisato alcun elemento di reato.

## Incassi
La pellicola ha incassato al botteghino italiano la cifra di 835.469 euro. Considerati deludenti anche gli incassi del primo fine settimana.